# USS California (BB-44)

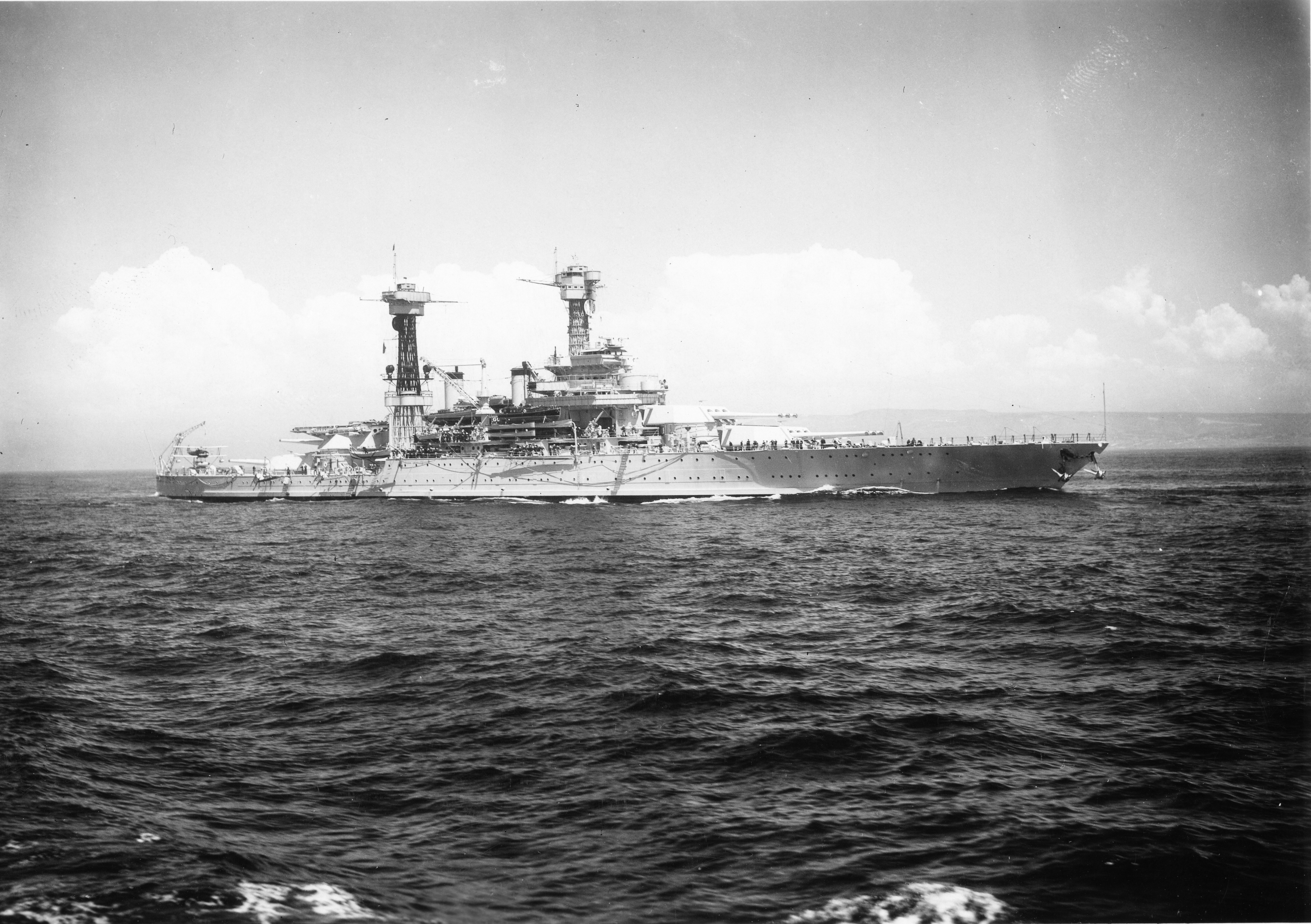
USS „California” w drugiej połowie lat 30. XX w

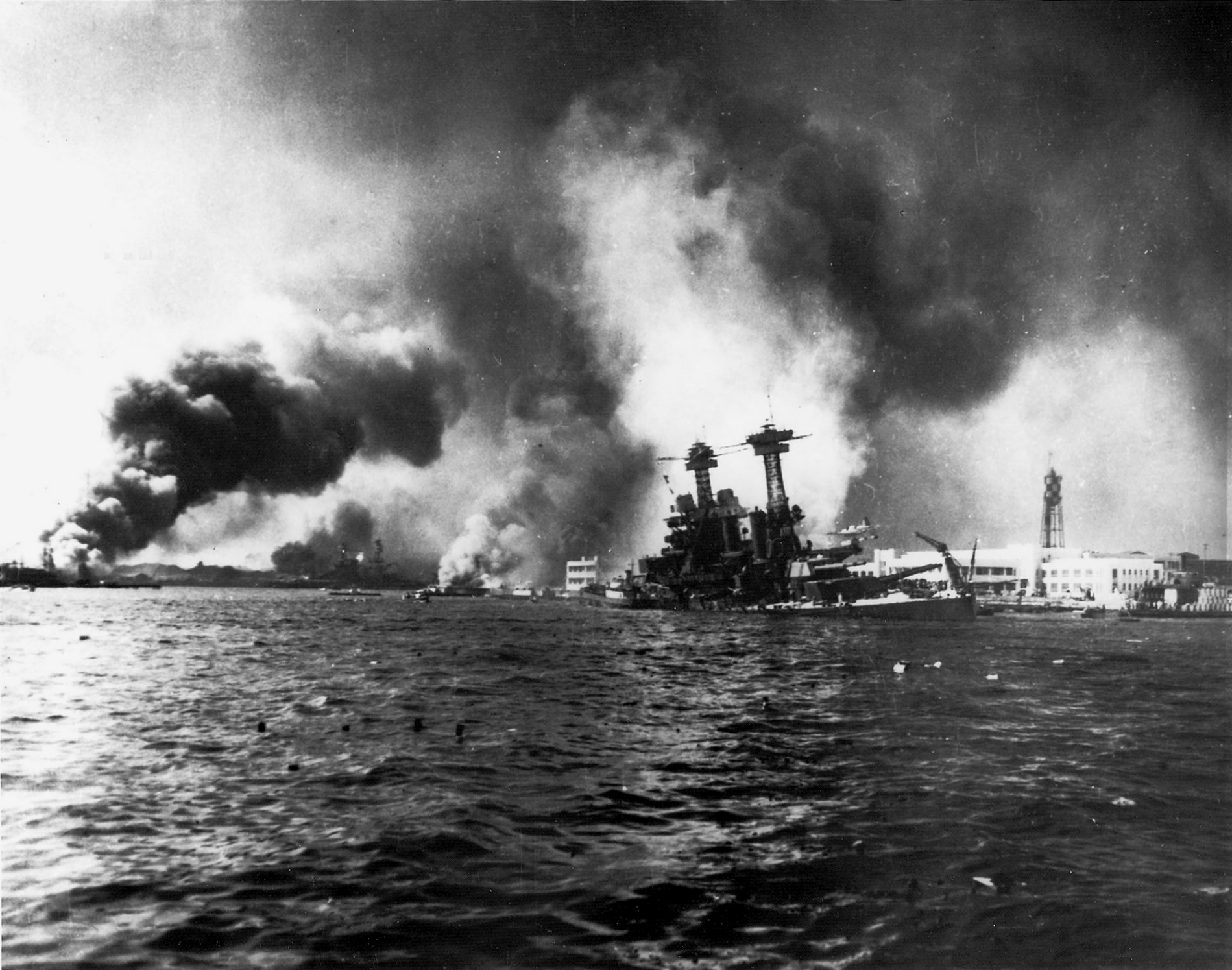
7 grudnia 1941 w Pearl Harbor

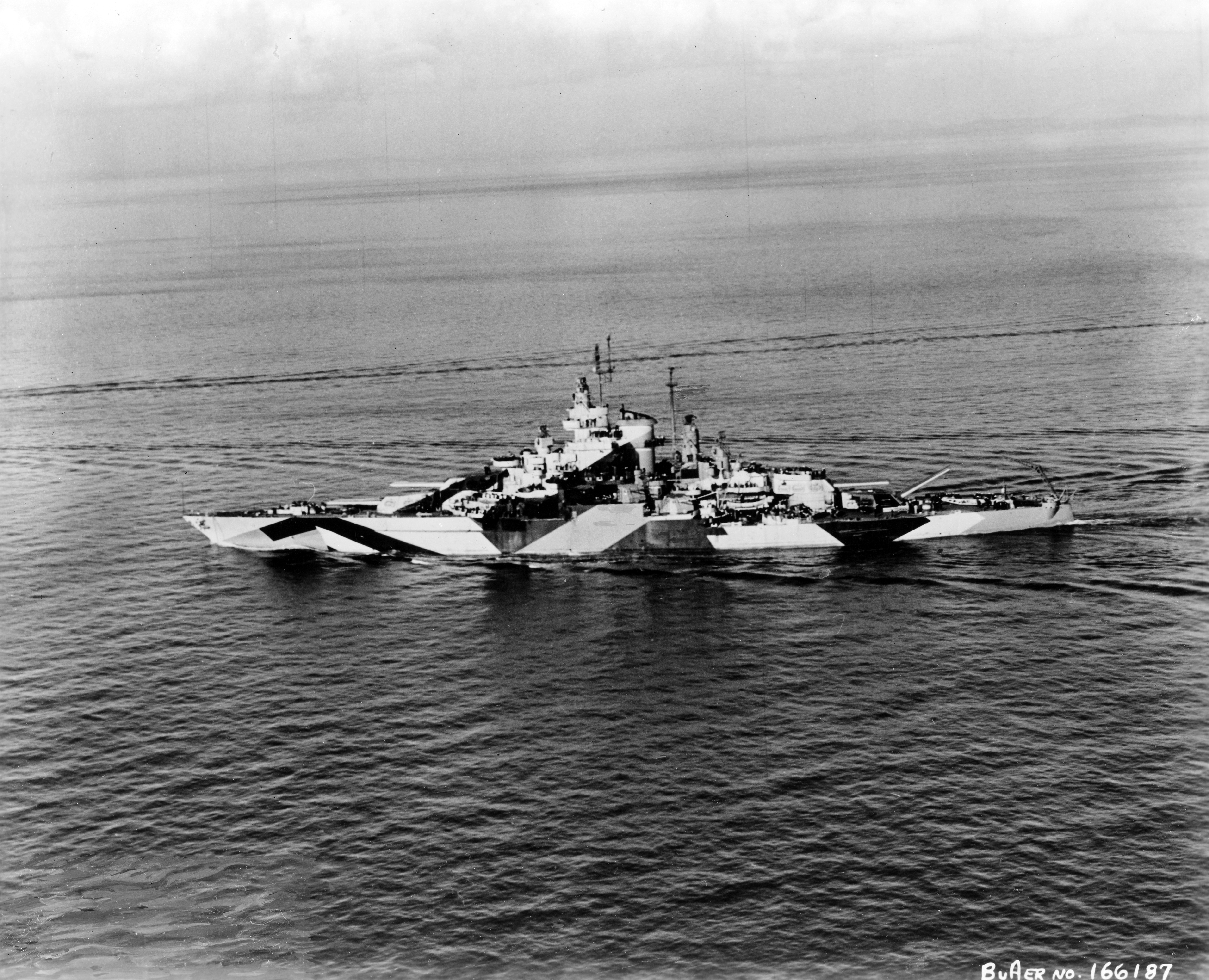
USS „California” (BB-44) po przebudowie

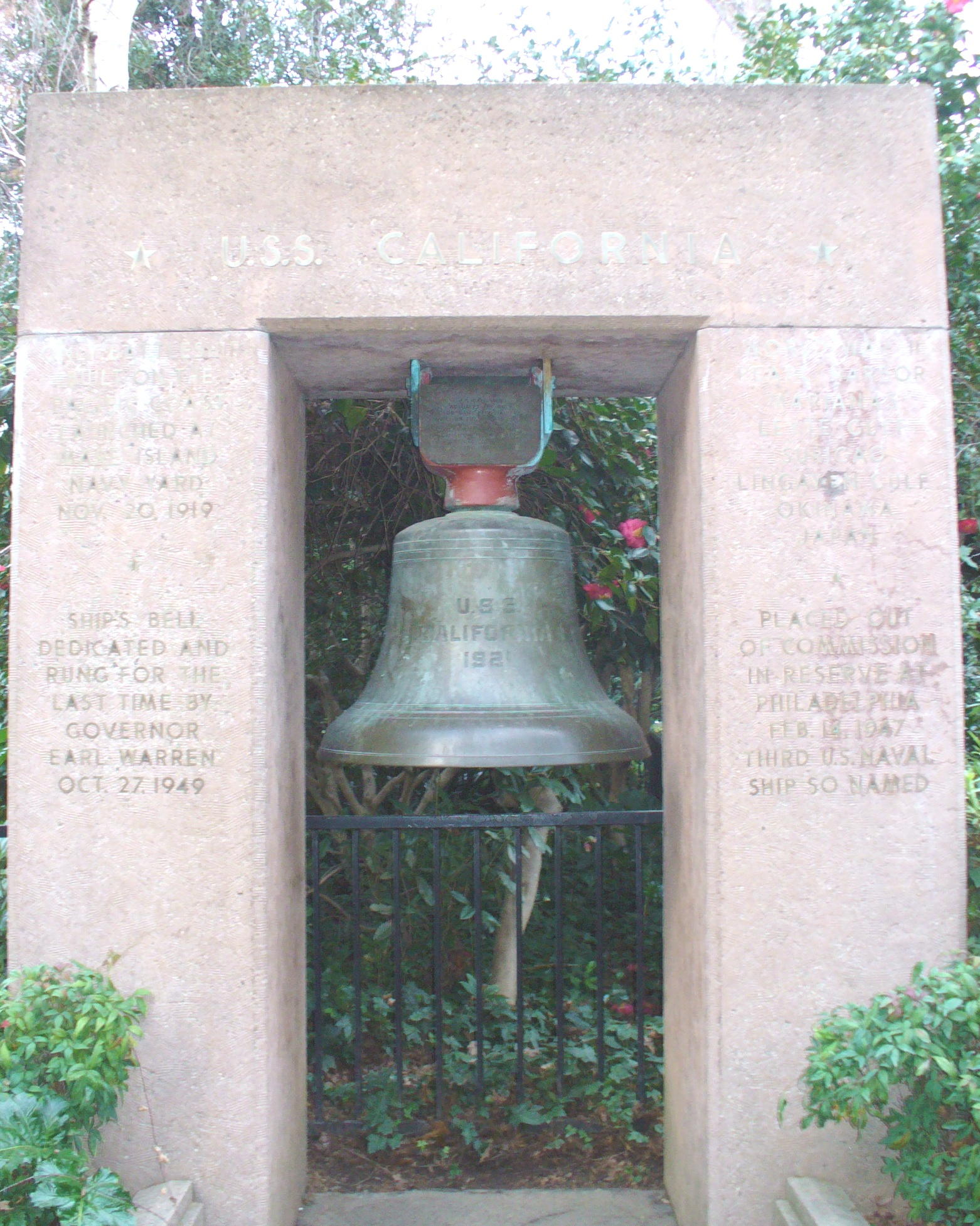
Dzwon okrętowy pancernika USS „California” (BB-44)na wystawie w California State Capitol Museum

USS California (BB-44) – amerykański pancernik typu Tennessee, piąty okręt United States Navy noszący nazwę upamiętniającą 31 stan USA.

## Budowa i pierwsze lata służby
Okręt zamówiono 28 grudnia 1915, jego stępka została położona 25 października 1916 w stoczni Mare Island Naval Shipyard. Został zwodowany 20 listopada 1919, matką chrzestną była pani R.T. Zane (córka gubernatora Kalifornii Williama D. Stephensa). Okręt wszedł do służby 10 sierpnia 1921 z komandorem porucznikiem H.J. Ziegemeierem jako dowódcą. Okręt został natychmiast przydzielony do Floty Pacyfiku, gdzie miał służyć jako jednostka flagowa.
Przez 20 lat od 1921 do 1941 „California” służyła najpierw jako okręt flagowy Floty Pacyfiku, następnie jako okręt flagowy Battle Fleet (Battle Force) amerykańskiej floty. Na jej coroczne działania składały się m.in. połączone ćwiczenia marynarki i armii, taktycznie i organizacyjne ćwiczenia problemowe oraz manewry. Intensywny trening i wysoki poziom wyszkolenia zapewnił jej odznakę Battle Efficiency w roku 1921 i 1922 oraz Gunnery „E” w 1925 i 1926.
W lecie w 1925 okręt poprowadził Battle Fleet i dywizję krążowników z Floty Zwiadowczej z wizytą kurtuazyjną do Australii i Nowej Zelandii. Pancernik wziął także udział w prezydenckich przeglądach w latach 1927, 1930 i 1934. Został zmodernizowany na przełomie lat 1929–1930 i wyposażony w ulepszoną artylerię przeciwlotniczą.
Od połowy lat trzydziestych „California” i 14 pancerników amerykańskich stacjonowała w San Pedro w Kalifornii. W tym okresie okręt uczestniczył w wielu ćwiczeniach floty odbywających się wzdłuż zachodniego wybrzeża USA i wodach hawajskich, a w 1939 przeszedł przez Kanał Panamski i dotarł, z postojem na Kubie, do Nowego Jorku na Wystawę Światową 1939.
„California” i inne ciężkie okręty (pancerniki, a później także lotniskowce USS „Lexington” i USS „Saratoga”) od 1919 uczestniczyły w rywalizacji o nagrodę Navy Department General Excellency Trophy for Capital Ships of the Pacific znaną jako „Iron Man Trophy”. „California” po raz pierwszy wygrała zawody Iron Man w 1925 i utrzymała to trofeum przez trzy lata. W latach 1938–1939 tacy marynarze jak por. Wrenn, Swede Nelson, Robert Scott, Axcel Marshall, Chief Bender, Whizzer Wichman i Louie Rash stanowili o sile zespołu futbolowego. Ci sami zawodnicy oraz Peewee, Newhall, Cliff Prentice brali udział w meczach baseballa. W wielu innych dyscyplinach (m.in. boks, zapasy, wioślarstwo, koszykówka) również można było zdobyć punkty potrzebne do wygrania całych zawodów.
W 1939 „California” zdobyła nagrodę „Iron Man” po raz ostatni z końcowym wynikiem lepszym o 0,733 od pancernika „New Mexico”. Rywalizacja załóg o tę nagrodę była bardzo zacięta, dopóki większość okrętów nie została przebazowana – w maju 1940, po ćwiczeniach Fleet Problem XXI – na Hawaje. Stało się tak z powodu wzrostu napięcia pomiędzy USA i Japonią. Później nie wrócono do tego typu zawodów.

## II wojna światowa
7 grudnia 1941 okręt stał zakotwiczony na wysuniętym najbardziej na południe stanowisku w Alei Pancerników w Pearl Harbor, gdy japońskie samoloty rozpoczęły atak. W związku z tym, że przechodził akurat inspekcję materiałową, wodoszczelność przedziałów okrętu nie była najlepsza, wiele przejść w grodziach było otwartych. O godzinie 08.05 bomba eksplodowała pomiędzy pokładami, powodując wybuch amunicji przeciwlotniczej i zabijając około 50 ludzi. Druga bomba rozerwała blachy dziobowe. Pomimo wysiłków ze strony załogi przecieki nie zostały zatamowane i okręt osiadł w mulistym dnie, a nad wodę wystawały jedynie nadbudówki. Gdy atak się skończył 100 członków załogi nie żyło, a kolejnych 62 było rannych. Jednym z poległych był Robert R. Scott, który został pośmiertnie odznaczony za bohaterstwo Medalem Honoru.
25 marca 1942 okręt został podniesiony z dna i wszedł do suchego doku w Pearl Harbor w celu naprawy. 7 czerwca opuścił o własnych siłach Hawaje i udał się do stoczni Puget Sound Navy Yard, gdzie przeszedł dużą modernizację, w skład której weszło m.in. ulepszenie zabezpieczeń, poprawa wodoszczelności przedziałów i stabilności, ulepszenie artylerii przeciwlotniczej i systemów prowadzenia ognia. Podobnie jak jej siotrzane okręty pancernik był praktycznie nowym okrętem liniowym zbudowanym na bazie starego.
California opuściła Bremerton 31 stycznia 1944 i udała się w rejs próbny do San Pedro. Aby wspierać operację inwazyjną na Marianach okręt wypłynął z San Francisco 5 maja. U brzegów Saipanu w czerwcu okręt bombardował cele nabrzeżne i udzielał wsparcia artyleryjskiego. 14 czerwca pancernik został trafiony pociskiem wystrzelonym przez wrogą baterię nabrzeżną. Zginął jeden człowiek, a dziewięciu zostało rannych. Po Saipanie ciężkie działa okrętu wspierały żołnierzy amerykańskich w atakach na Tinian i Guam od 18 lipca do 9 sierpnia. 24 sierpnia okręt zakotwiczył przy Espiritu Santo (Nowe Hebrydy) w celu naprawy lewej burty uszkodzonej w kolizji z pancernikiem USS „Tennessee” (BB-43).
17 września 1944 okręt udał się do Manus w ramach przygotowań do inwazji na Filipiny. Od 17 października do 20 listopada odgrywał ważną rolę w operacji w zatoce Leyte, biorąc także udział w bitwie w cieśninie Surigao 25 października. 1 stycznia 1945 okręt opuścił Palau by wspierać lądowanie na Luzonie. Jego najcięższe działa były ważnym czynnikiem w tej operacji odbywającej się głęboko za liniami wroga pod ciężkimi atakami lotnictwa japońskiego. 6 stycznia, gdy ostrzeliwał pozycje wroga w zatoce Lingayen, okręt został trafiony przez kamikaze, 44 członków załogi zostało zabitych a 155 rannych. Okręt został tymczasowo naprawiony i nadal udzielał wsparcia oddziałom walczącym na lądzie. Odpłynął 23 stycznia do stoczni Puget Sound Navy Yard, gdzie dotarł 15 lutego w celu dokonania remontu.
„California” wróciła do akcji 15 czerwca 1945 w ramach inwazji na Okinawę i pozostawała w rejonie walk do 21 lipca. Dwa dni później dołączyła do TF 95 aby ochraniać operacje trałowo-minowe na Morzu Wschodniochińskim. Po krótkiej podróży do zatoki San Pedro na Filipinach w sierpniu okręt opuścił Okinawę 20 września aby osłaniać lądowanie sił okupacyjnych Szóstej Armii w Wakanoura Wan na wyspie Honsiu. Pozostawał w tym rejonie wspierając siły okupacyjne do 15 października, kiedy odpłynął przez Singapur, Colombo na Cejlonie, Kapsztad w południowej Afryce do Filadelfii, gdzie dotarł 7 grudnia. Tam 7 sierpnia 1946 okręt umieszczono w służbowej rezerwie, z której został wycofany do rezerwy poza aktywną służbą 14 lutego 1947 i sprzedany na złom 10 lipca 1959.